# Ramiro Funes Mori
Ramiro José Funes Mori (Mendoza, 5 maart 1991) is een Argentijns profvoetballer die doorgaans als centrale verdediger speelt. Hij verruilde Everton in juni 2018 voor Villarreal. Funes Mori debuteerde in 2015 in het Argentijns voetbalelftal. Hij is de tweelingbroer van Rogelio Funes Mori.

## Clubcarrière
Funes Mori is een jeugdproduct van River Plate. Hiervoor maakte hij op 11 augustus 2012 zijn debuut in de Argentijnse Primera División, tegen Estudiantes. Hij speelde de volledige wedstrijd. Zijn broer Rogelio besliste de wedstrijd met twee treffers. Funes Mori maakte op 30 maart 2014 zijn eerste competitietreffer voor River Plate door in een derby tegen Boca Juniors in de laatste minuten het winnende doelpunt te scoren. Eerder in de wedstrijd maakte Juan Román Riquelme het openingsdoelpunt van Manuel Lanzini ongedaan.
Funes Mori tekende in september 2015 een contract tot medio 2020 bij Everton, de nummer elf van de Premier League in het voorgaande seizoen. Dat betaalde circa €12.850.000,- voor hem aan River Plate.

## Clubstatistieken
| Seizoen | Club        | Competitie         | wedstr. | Doelp. |
| ------- | ----------- | ------------------ | ------- | ------ |
| 2011/12 | River Plate | Primera B Nacional | 19      | 2      |
| 2012/13 | River Plate | Primera División   | 10      | 0      |
| 2013/14 | River Plate | Primera División   | 19      | 1      |
| 2014    | River Plate | Primera División   | 17      | 2      |
| 2015    | River Plate | Primera División   | 11      | 2      |
| 2015/16 | Everton     | Premier League     | 28      | 4      |
| 2016/17 | Everton     | Premier League     | 23      | 0      |
| 2017/18 | Everton     | Premier League     | 4       | 0      |
| 2018/19 | Villarreal  | Primera División   | 31      | 2      |
| 2019/20 | Villarreal  | Primera División   | 0       | 0      |
| Totaal  | Totaal      | Totaal             | 162     | 13     |

## Interlandcarrière
Op 20 maart 2015 werd Ramiro Funes Mori door Argentijns bondscoach Gerardo Martino opgeroepen voor de vriendschappelijke interlands tegen El Salvador en Ecuador op 28 en 31 maart 2015. Hij speelde de volledige wedstrijd tegen El Salvador centraal in de defensie naast Mateo Musacchio. Argentinië won de oefenpot met 0–2 na een eigen doelpunt bij El Salvador en een laat doelpunt van Federico Mancuello.
| Interlands van Ramiro Funes Mori voor Argentinië | Interlands van Ramiro Funes Mori voor Argentinië | Interlands van Ramiro Funes Mori voor Argentinië | Interlands van Ramiro Funes Mori voor Argentinië | Interlands van Ramiro Funes Mori voor Argentinië | Interlands van Ramiro Funes Mori voor Argentinië | Interlands van Ramiro Funes Mori voor Argentinië |
| №                                                | Datum                                            | Wedstrijd                                        | Uitslag                                          | Soort wedstrijd                                  | Doelpunten                                       | Assists                                          |
| Als speler bij River Plate                       | Als speler bij River Plate                       | Als speler bij River Plate                       | Als speler bij River Plate                       | Als speler bij River Plate                       | Als speler bij River Plate                       | Als speler bij River Plate                       |
| ------------------------------------------------ | ------------------------------------------------ | ------------------------------------------------ | ------------------------------------------------ | ------------------------------------------------ | ------------------------------------------------ | ------------------------------------------------ |
| 1.                                               | 28 maart 2015                                    | El Salvador – Argentinië                         | 0 – 2                                            | Vriendschappelijk                                | 0                                                | 0                                                |

Bijgewerkt t/m 5 april 2015.

## Erelijst
| Competitie               |             |             |             |             |
| Competitie               | Aantal      | Jaren       |             |             |
| River Plate              | River Plate | River Plate | River Plate | River Plate |
| ------------------------ | ----------- | ----------- | ----------- | ----------- |
| CONMEBOL Libertadores    | 1x          | 2015        |             |             |
| CONMEBOL Sudamericana    | 1x          | 2014        |             |             |
| CONMEBOL Recopa          | 1x          | 2015        |             |             |
| Suruga Bank Championship | 1x          | 2015        |             |             |
| Primera División         | 1x          | 2013/14     |             |             |
| Copa Campeonato          | 1x          | 2013/14     |             |             |
| Primera B Nacional       | 1x          | 2011/12     |             |             |
| Villarreal               |             |             |             |             |
| UEFA Europa League       | 1x          | 2020/21     |             |             |

| Competitie            | Winnaar    | Winnaar    | Runner-up  | Runner-up  | Derde      | Derde      |
| Competitie            | Aantal     | Jaren      | Aantal     | Jaren      | Aantal     | Jaren      |
| Argentinië            | Argentinië | Argentinië | Argentinië | Argentinië | Argentinië | Argentinië |
| --------------------- | ---------- | ---------- | ---------- | ---------- | ---------- | ---------- |
| CONMEBOL Copa América |            |            | 1x         | 2016       | 1x         | 2019       |

1 Júnior ·
2 Costa ·
3 Albiol  ·
4 Bailly ·
5 Kambwala ·
6 Suárez ·
7 Moreno ·
8 Foyth ·
10 Parejo ·
11 Akhomach ·
12 Bernat ·
13 Conde ·
14 Comesaña ·
15 Barry ·
16 Baena ·
17 Femenía ·
18 Gueye ·
19 Pépé ·
20 Terrats ·
21 Pino ·
22 Pérez ·
23 Cardona ·
24 Pedraza ·
31 Álvarez ·
Coach: Marcelino
1 Romero ·
2 Maidana ·
3 Roncaglia ·
4 Mercado ·
5 Kranevitter ·
6 Biglia ·
7 Di María ·
8 Fernández ·
9 Higuaín ·
10 Messi  ·
11 Agüero ·
12 Guzmán ·
13 Funes Mori ·
14 Mascherano ·
15 Cuesta ·
16 Rojo ·
17 Otamendi ·
18 Lamela ·
19 Banega ·
20 Gaitán ·
21 Pastore ·
22 Lavezzi ·
23 Andújar ·
Coach: Martino
1 Armani ·
2 Foyth ·
3 Tagliafico ·
4 Saravia ·
5 Paredes ·
6 Pezzella ·
7 Pereyra ·
8 Acuña ·
9 Agüero ·
10 Messi  ·
11 Di María ·
12 Marchesín ·
13 Funes Mori ·
14 Casco ·
15 Pizarro ·
16 De Paul ·
17 Otamendi ·
18 Rodríguez ·
19 Suárez ·
20 Lo Celso ·
21 Dybala ·
22 Martínez ·
23 Musso ·
Coach: Scaloni